# 디에이치 아너힐즈
디에이치 아너힐즈(영어: THE H HONOR HILLS)는 대한민국 서울특별시 강남구 개포동에 위치한 아파트다. 2014년에 허가가 났고 2016년에 착공하여 2019년에 완공하였다. 지상 33층, 지하 3층이다. 최고 높이는 318동, 320동 기준 106m이다. 엘리베이터 수는 29대다. 시공사는 현대건설이다.

## 역사
개포주공아파트 3단지(개포주공3단지)를 재건축할 계획이 있다. 2014년 5월 21일 허가가 났고 2016년 현대건설은 개포주공3단지인 디에이치 아너힐즈로 단지명을 확정하게 된다. 같은 해에 착공하였고 2017년 최고급 프리미엄 아파트가 관심을 받고 있다. 2019년에 완공하고 입주했다.

## 구성
디에이치 아너힐즈의 구성이다.
| 동 명칭 | 층수 |
| ------- | ---- |
| 301동   | 6층  |
| 302동   | 28층 |
| 303동   | 23층 |
| 304동   | 18층 |
| 305동   | 29층 |
| 306동   | 20층 |
| 307동   | 29층 |
| 308동   | 20층 |
| 309동   | 29층 |
| 310동   | 20층 |
| 311동   | 29층 |
| 312동   | 21층 |
| 313동   | 29층 |
| 314동   | 20층 |
| 315동   | 29층 |
| 316동   | 20층 |
| 317동   | 29층 |
| 318동   | 33층 |
| 319동   | 2층  |
| 320동   | 33층 |
| 321동   | 2층  |
| 322동   | 28층 |
| 323동   | 7층  |

## 높이
높이는 106m이다. 완공 당시 개포동에서 가장 높은 아파트가 되었다. 2010년대에 완공된 높은 아파트다. 2019년 건설 당시 개포동에서 아파트 높이가 100m 돌파했고 완공하고 입주했다. 2019년부터 2021년까지 개포동에서 가장 높은 아파트였다.

## 특징
개포주공아파트 3단지(개포주공3단지)를 재건축한 아파트다. 이 아파트는 15억이다. 주민공동시설이 있다. 세대 수는 1320세대(기타임대 85세대 포함, 총 23개동)다. 난방은 지역난방, 열병합이다. 엘리베이터는 29대가 있다. 승강기는 6대고 비상용 승강기는 23대다. 현대의 초고속 엘리베이터의 속도가 210m/min이다. 주차대수는 2,101대(세대당 1.6대)다.

## 내부 시설
디에이치 아너힐즈의 내부 시설이다.
| 층수                | 시설       |
| ------------------- | ---------- |
| 2층 ~ 33층          | 아파트 등  |
| 1층                 | 로비       |
| 지하 3층 ~ 지하 1층 | 지하주차장 |

## 같이 보기
- 서울 강남구의 마천루 목록